# フランシス・ゴドルフィン (第2代ゴドルフィン男爵)
第2代ゴドルフィン男爵フランシス・ゴドルフィン（英語: Francis Godolphin, 2nd Baron Godolphin、1706年11月2日（洗礼日） – 1785年5月25日）は、グレートブリテン王国の貴族、政治家。

## 生涯
ヘンリー・ゴドルフィンとメアリー・ゴドルフィン（シドニー・ゴドルフィン大佐の娘）の息子として生まれた。1718年から1721年までイートン・カレッジで教育を受けた後、1723年7月12日にオックスフォード大学クイーンズ・カレッジに入学、1733年7月11日にD.C.L.の学位を修得した。
1741年イギリス総選挙でヘルストン選挙区から出馬して庶民院議員に当選、ロバート・ウォルポールの失脚（1742年2月）以降は常に与党を支持したが、庶民院で演説した記録はなかった。また、1739年から1766年までシリー諸島副総督を、1766年から1785年までシリー諸島総督を務めた。
1735年に親族の第2代ゴドルフィン伯爵フランシス・ゴドルフィンがゴドルフィン男爵に叙されたとき、男爵位の特別残余権を得て、1766年1月17日に第2代ゴドルフィン伯爵が死去するとゴドルフィン男爵の爵位を継承した。このとき、第2代ゴドルフィン伯爵の財産も継承した。
1785年5月25日に死去、後継者がなかったため爵位は断絶した。死去時点の遺産は100万ポンドに上るという。

## 家族
1734年2月18日、バーバラ・ベンティンク（Barbara Bentinck、1736年4月13日没、初代ポートランド伯爵ウィリアム・ベンティンクの娘）と結婚したが、2人の間に子供はいなかった。1747年5月28日、アン・フィッツウィリアム（Anne Fitzwilliam、1722年8月22日 – 1805年、第2代フィッツウィリアム伯爵ジョン・フィッツウィリアムの長女）と再婚したが、2人の間にも子供はいなかった。